# Клинско-Дмитровско възвишение
Клѝнско-Дмѝтровското възвишение или Клинско-Дмитровски рид (на руски: Клинско-Дмитровская гряда) е възвишение в централната част на Източноевропейската равнина, в източната част на обширното Смоленско-Московско възвишение, разположено на територията на Московска, Тверска и Владимирска област в Русия. Простира се от запад на изток над 200 km с ширина от 25 до 55 km. Максимална височина 285 m (56°29′00″ с. ш. 38°01′05″ и. д. / 56.483333° с. ш. 38.018056° и. д.), разположена в източната му част. В основата си възвишението е изградено от кредни пясъчно-глинести седименти, а на запад от град Клин те са с юрска възраст. Отгоре са препокрити с моренни и пясъчно-глинести наслаги с антропогенна възраст. Релефът е хълмисто-ридов, силно разчленен от долините на левите притоци на Клязма и десните на Волга (Сестра, Дубна и др.). Покрити са със смесени гори върху ливадно-подзолисти почви.